# Mitella yoshinagae
Mitella yoshinagae är en stenbräckeväxtart som beskrevs av Kanesuke Hara. Mitella yoshinagae ingår i släktet Mitella och familjen stenbräckeväxter. Inga underarter finns listade i Catalogue of Life.